# Pont-Trambouze
Pont-Trambouze korábbi község (település) Franciaországban, Rhône megyében. 2016. január 1-jén Cours-la-Ville és Thel községgel egyesült és Cours új község része lett.
Lakosainak száma 424 fő (2018. január 1.). Pont-Trambouze La Gresle, Sevelinges, Thizy-les-Bourgs, Cours-la-Ville és Bourg-de-Thizy községekkel határos.

## Népesség
A település népességének változása:
| Lakosok száma | 821  | 782  | 700  | 681  | 548  | 503  | 470  | 447  | 431  | 424  |
|               | 1962 | 1968 | 1975 | 1982 | 1990 | 2008 | 2013 | 2015 | 2017 | 2018 |